# Brachysomida rugicollis
Brachysomida rugicollis là một loài bọ cánh cứng thuộc phân họ Lepturinae, trong họ Cerambycidae. Loài này phân bố ở Hoa Kỳ.